# Robin Mariën
Robin Mariën is een Belgisch waterskiër.

## Levensloop
Mariën werd hij tweemaal Belgisch kampioen in de Formule 1 en eenmaal in de Formule 2.
In 2018 behaalde hij brons op het Europees kampioenschap in de Formule 1 van het waterski racing. 
Begin 2019 werd hij door de tuchtcommissie van Waterski Vlaanderen voor twee jaar geschorst voor het uitbrengen van een ongepast gebaar tijdens de podiumceremonie van dit kampioenschap.

## Palmares
- 2014:  Belgisch kampioenschap Formule 2
- 2016:  Belgisch kampioenschap Formule 1
- 2018:  Belgisch kampioenschap Formule 1
- 2018:  Europees kampioenschap Formule 1